# 蘋方
蘋方（PingFang、繁体字: 蘋方; 簡体字: 苹方）は、Appleが同社の5種のオペレーティングシステム（watchOS、tvOS、macOS、iOS、 iPadOS）のためにダイナコムウェアに開発を委託したプロプライエタリの中国語フォントファミリー。サンセリフ、ゴシック体に属する。最初にiOS 9とOS X El Capitan（10.11）のデフォルト中国語フォントとして2015年6月8日にサンフランシスコで開かれたWWDC 2015で発表された。簡体字中国語の「苹方-简 (PingFang SC)」、繁体字中国語香港字形の「蘋方-港 (PingFang HK）」、繁体字中国語台湾字形の「蘋方-繁 (PingFang TC)」の3バージョンがあり、6種のウェイト（太さ）で提供される。iOS 4とMac OS X v10.5（“Leopard”）以来中国語システムフォントであった「黑體-繁 (Heiti TC)」「黑体-简 (Heiti SC)」ファミリーに取って代わった。

## 評価
それまでのシステムフォント「黑體-繁 (Heiti TC)」「黑体-简 (Heiti SC)」には弱々しくて目が疲れると不満に思うユーザが少なくなかった。簡体字中国語版には「超ブサイク」という批判の声が上がったものの、iOS 9とOS X El Capitanでデフォルトフォントが蘋方に変更されると好評を得た。蘋方は6種のウェイトで提供された。リリース初期は一部のアプリケーションで対応が十分でなく、太いウェイトのフォントを選ぶのでなく、単純にピクセルを増やして太らせる疑似ボールドになってしまい、批判を受けた。このほかiOS内蔵アプリケーションの「メモ」では、蘋方は元の黑體-繁／黑体-简に読みやすさで劣ると考える人もいる。 

## 参考資料
1. 1 2 3  “拿什麼愛你iOS 9，蘋方和華文黑體你更鐘情誰？” (中国語) 2020年7月25日閲覧。
2. ↑  焦立坤. “iOS 9上線後又遭吐槽 「蘋方」字體是最大槽點--IT--人民網”. it.people.com.cn. 2020年7月25日閲覧。
3. ↑  “看了这么多 iOS 11 吐槽，你很可能还不知道这个……” (中国語). 浅黑科技. (2017年9月25日) 2020年7月25日閲覧。
4. ↑  “iOS 11多了很多新功能，但苹果可能再也不是那个苹果了”. www.sohu.com (2017年9月21日). 2020年7月25日閲覧。